# Lane Mastadon vs. the Bubblermen
Lane Mastadon vs. the Bubblermen is een videospel voor de platforms Commodore 64 en Commodore 128. Het spel werd uitgebracht in 1988. 